# Panara trabalis
Panara trabalis är en fjärilsart som beskrevs av Hans Ferdinand Emil Julius Stichel 1916. Panara trabalis ingår i släktet Panara och familjen Riodinidae. Inga underarter finns listade i Catalogue of Life.